# Guerre d'Imjin
 (mai 2018).
Si vous disposez d'ouvrages ou d'articles de référence ou si vous connaissez des sites web de qualité traitant du thème abordé ici, merci de compléter l'article en donnant les références utiles à sa vérifiabilité et en les liant à la section « Notes et références ».
Invasions japonaises de la Corée
Batailles
- Okpo
- Chilchonryang
- Myong-Yang
- Ulsan
- No Ryang

Les invasions japonaises de la Corée se sont produites entre 1592 et 1598. Ce conflit a opposé la Corée de la dynastie Chosŏn et l'empire chinois au Japon. Il a été causé par le désir du régent Toyotomi Hideyoshi de conquérir la Chine. Cette guerre provoqua une crise financière au sein de la dynastie Ming. La Corée connut des pertes humaines sans précédent et vit s'illustrer l'amiral Yi Sun-sin lors des batailles navales. 
Du côté du Japon, Tokugawa Ieyasu préserva sa force lors de la guerre, et réussit à battre ses rivaux Konishi Yukinaga et Mitsunari Ishida. Ce conflit est connu sous le nom de guerre d'Imjin en Corée (임진왜란 / 壬辰倭亂, imjin correspond à la désignation coréenne de l'année du dragon d'eau, le nom porté par l'année 1592 dans le cycle sexagésimal chinois), des batailles de Bunroku et de Keicho ( 文禄, 慶長の役) au Japon et de la campagne de Corée de l'ère Wanli (万历朝鲜之役) en Chine.

## Invasion de 1592

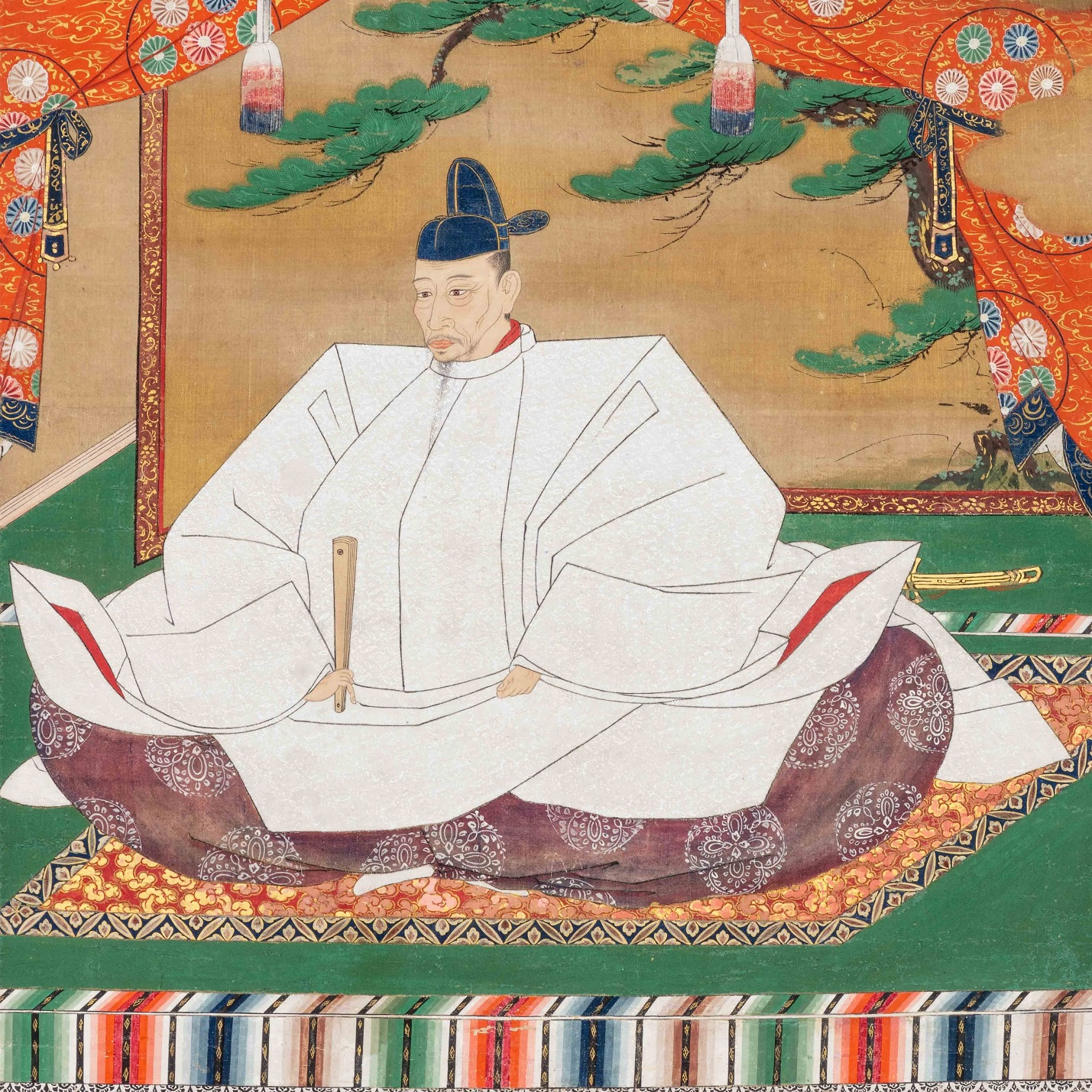
Toyotomi Hideyoshi

Toyotomi Hideyoshi, ministre des Affaires suprême d'un Japon fraîchement unifié, désire envahir la Chine depuis 1586. Il ne peut mettre ce projet à exécution qu'après avoir maté les clans Hojo et Shimazu. Il tente d'abord de s'assurer une route aisée en passant par la Corée. Le refus du roi Seonjo de lui laisser un passage provoque une invasion en 1592. Hideyoshi Toyotomi débarque à Pusan avec 200 000 hommes et fait une conquête facile grâce à plusieurs facteurs :
- L'invasion se fait par surprise ;
- Les Japonais sont équipés d'armes à feu ;
- La préparation logistique de l'invasion, et l'entraînement des troupes étaient exceptionnels ; un plan de pillage des ressources aurait été mis au point par Oda Nobunaga, à Nagoya, plusieurs années auparavant ;
- Le gouvernement coréen était divisé en factions, et son armée était peu nombreuse et mal préparée.

La progression se fait très rapidement :
- le débarquement se fait à Pusan les 25 et 26 mai ;
- Séoul est atteinte en moins de trois semaines, le 12 juin ;
- les ressources du pays sont immédiatement dirigées vers l'archipel, hommes compris qui sont vendus aux marchands d'esclaves portugais ;
- pendant ce temps, les troupes japonaises remontent vers le nord et atteignent le Yalou et le Tumen.

Les destructions accompagnant toute invasion ne manquent pas, comme celle du monastère de Bulguksa, datant de 528. Il ne fut reconstruit qu'en 1604.

## La dernière ressource de la Corée: sa flotte

### État des flottes des belligérants

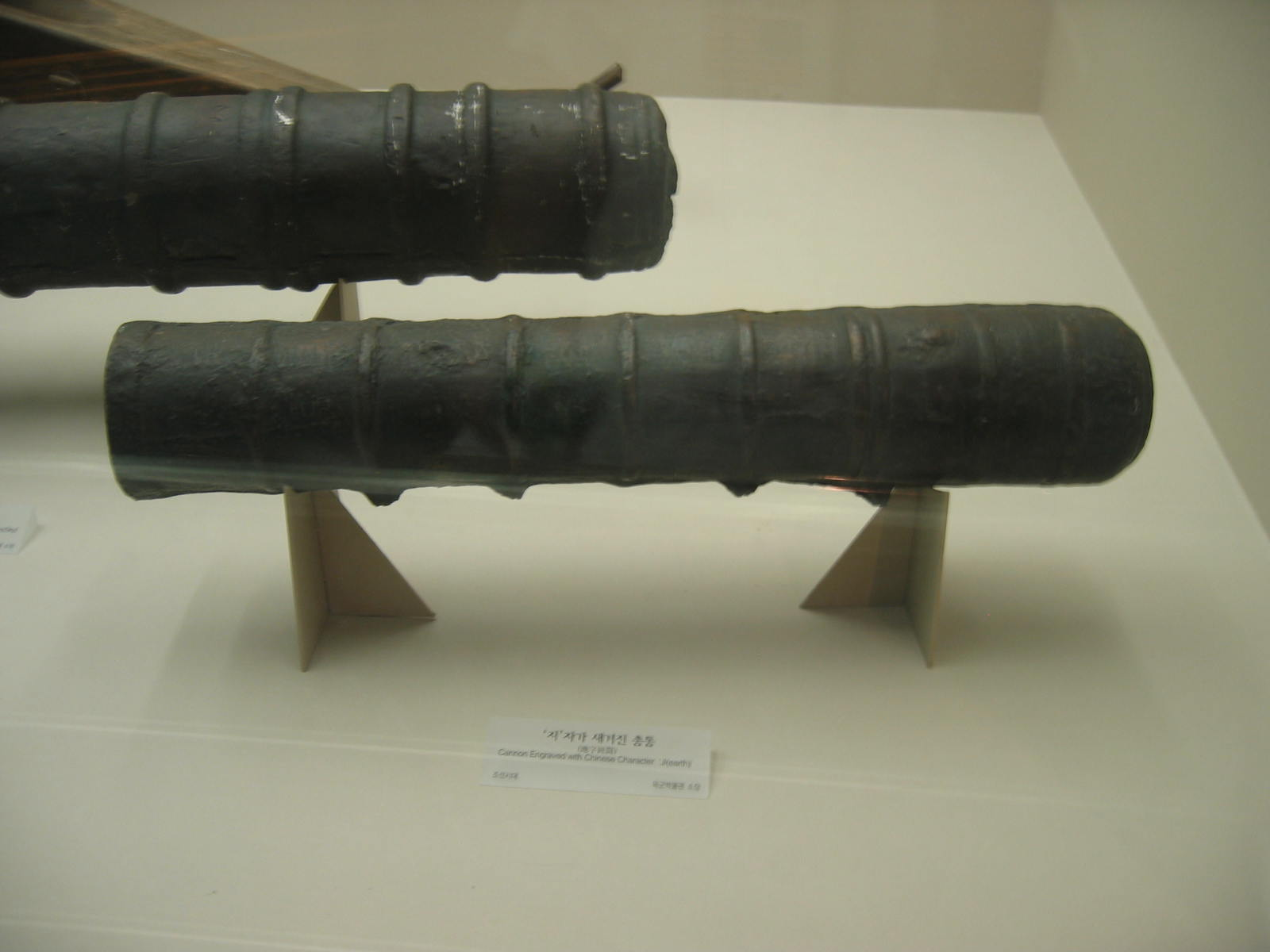
Canons utilisés par la marine coréenne

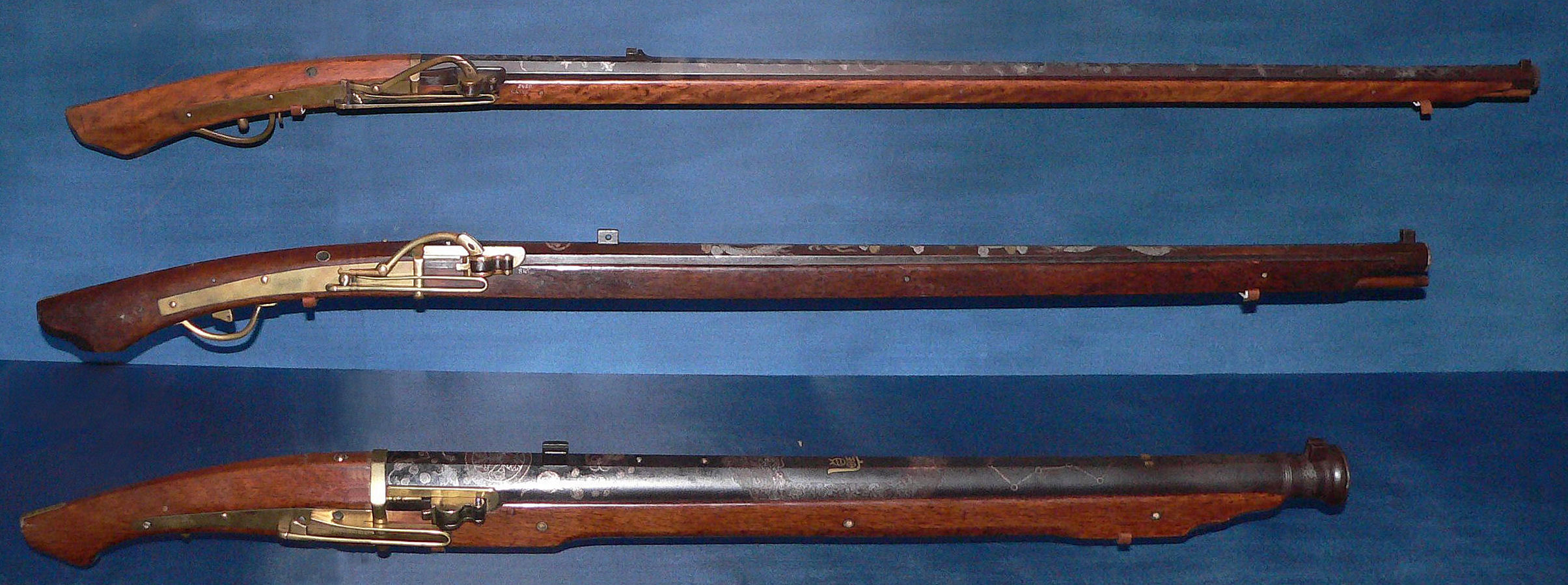
Arquebuses japonaises du début du XVIIe siècle

Mais la flotte de guerre coréenne, créée sous le Koryŏ, est l'une des plus modernes de l'époque. Elle met en œuvre de nombreuses techniques nouvelles : armes à feu lourdes et légères, flèches à feu, fusées, mousquets à flèches multiples, grenades utilisant une poudre de grande qualité. Ces armes permettent la mise au point :
- d'une nouvelle tactique : les navires ennemis sont bombardés et coulés, au lieu d'être éperonnés ou pris d'abordage ;
- d'un nouveau type de navire de guerre : le pan'ok-sòn, très fortement armé en artillerie moderne et puissante. Cependant sa lourdeur nécessite l'appui d'une flottille de navires plus légers.

L'escadre du sud-ouest, basée à Yeosu et commandée par Yi Sun-sin, possède vingt-quatre pan'ok-sòn et quatre-vingt navires légers, tous en bon état, rapides et aptes à la patrouille. D'autres escadres restent libres, sur la côte ouest de la Corée, mais la flotte coréenne reste en infériorité numérique face à la flotte japonaise, qui compte cinq cents navires de guerre plus sept cents navires de charge. Parmi les navires de combat, les Japonais avaient développé le type atake, muni de nombreux mousquets d'origine portugaise (teppo), mais qui n'étaient dangereux qu'en combat rapproché. De plus, ces navires étaient moins d'usage maritime que leurs équivalents coréens. Les Japonais possédaient aussi quelques très grosses unités du type du pan'ok-sòn, comme le Nihon-Maru, pourvu d'une importante escorte.

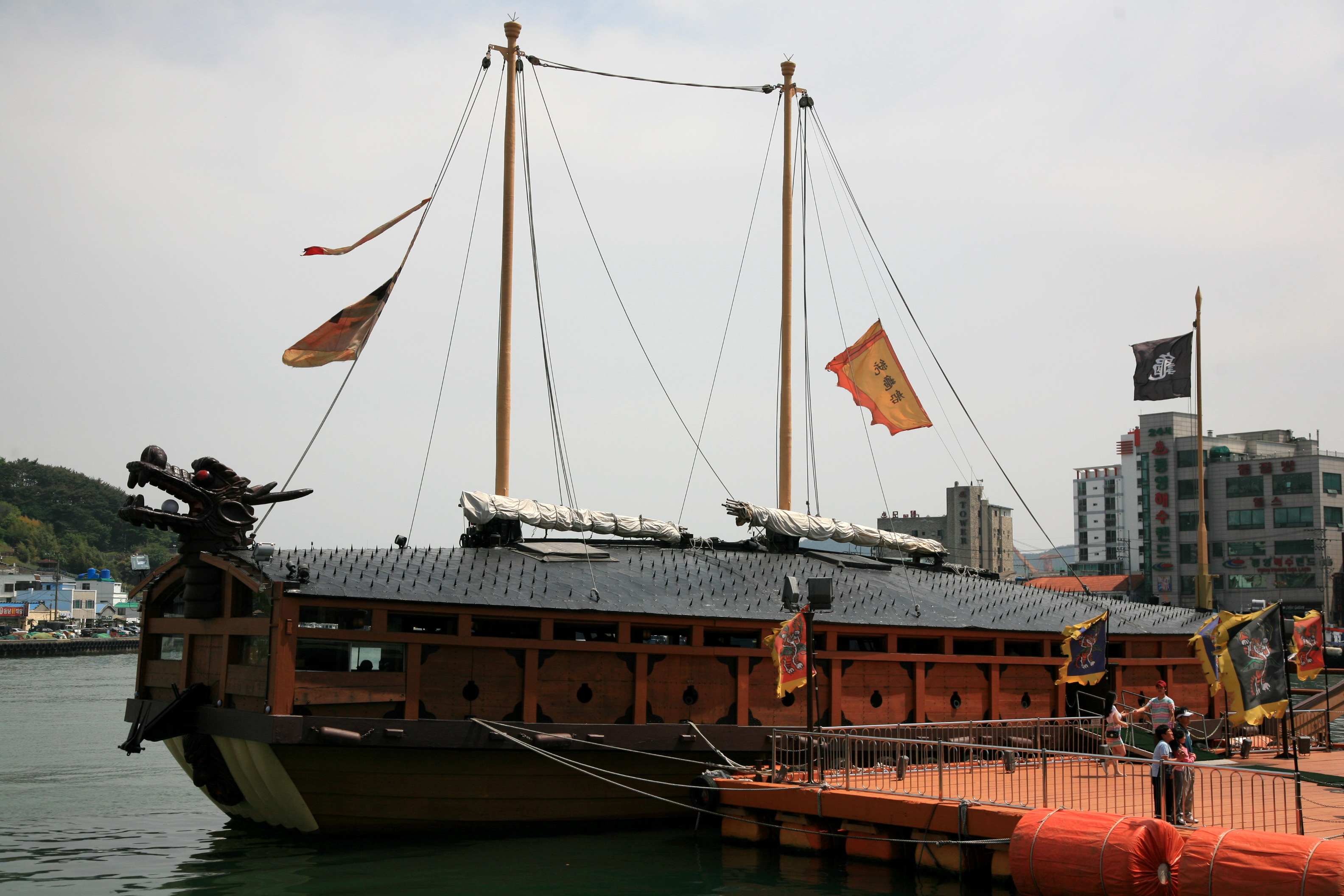
Une réplique du bateau-tortue dans le port de Tongyeong

Conscient de cette infériorité, Yi Sun-sin avait, dans les mois précédant l'invasion japonaise, tout mis en œuvre pour la compenser :
- entraînement renforcé des équipages afin d'en tirer le meilleur parti ;
- remise en état des fortifications de front de mer, et notamment celles des arsenaux ;
- essais de l'artillerie embarquée ;
- amélioration tout azimuts des performances ;
- mise au point du premier navire cuirassé du monde (deux-cent soixante-sept ans avant le premier cuirassé occidental, La Gloire, mis à l'eau en 1859), le Kobuk-Seon (Bateau tortue), dont le pont supérieur était blindé et étanche, et qui restait en outre rapide et maniable. De plus, il était de taille importante. Ses deux mâts portaient une grande surface de toile, et ils étaient rabattables et escamotables sous la carapace. Un rang de rameurs de chaque côté permettait de manœuvrer le navire lors des combats. Il possédait, outre une puissante artillerie, toutes sortes de dispositifs d'attaque et de défense.

### Contre-offensive de Yi Sun-sin
L'amiral Yi Sun-sin remporte victoire sur victoire. Il commence par s'attaquer à de petites flottilles japonaises, et coule plus de soixante-dix navires japonais dans le seul mois de juin. Il écrase une partie de la flotte japonaise lors d'une embuscade tendue par ses navires-tortues dans les îles de Sach'on. À la bataille de Dangpo, il attaque avec son Kobuk-Seon l'atake, pourvu d'un château de dix mètres, de l'amiral Kurushima Michiyuki. Le bateau est coulé, l'amiral repêché et décapité. Le navire amiral japonais, le Nihon-Maru, est envoyé par le fond au cours d'un combat épique le 10 juillet 1592, au large d'An Golp'o (près de Pusan), avec vingt-et-un autres grands navires. Lors de la bataille d'Han-san, Yi Sun-sin coule cent-trente navires japonais dans la baie de Pusan, tout en étant sous le feu des batteries côtières (équipées de pièces coréennes) prises par les troupes japonaises débarquées.
En juillet, l'empereur chinois apporte son aide au roi coréen avec une petite troupe de cinq mille hommes. Bien qu'insuffisante pour repousser l'invasion, son général profite des succès de Yi Sun-sin, qui coupe les approvisionnements japonais, pour négocier le partage de la Corée, entre un nord sous suzeraineté chinoise, et un sud aux mains des Japonais. L'offre fut rejetée.

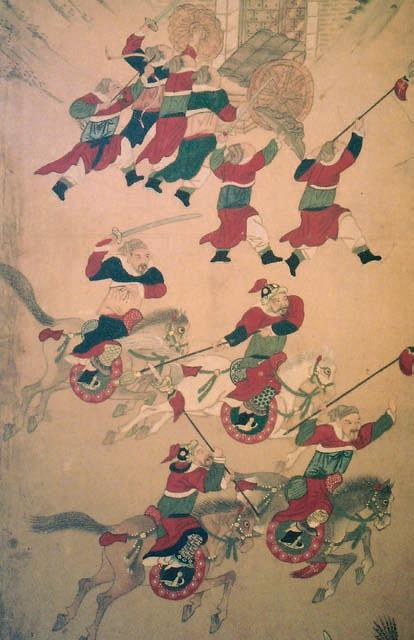
Les troupes chinoises lors du siège de Pyongyang en 1593.

Mouvement des troupes pendant la guerre

Devant le refus japonais, la Chine ferme les ports et fait garder tous les lieux possibles de débarquement, par crainte que les invasions des wōkòu des années 1550 se répètent. Elle envoie en janvier 1593 une force plus importante, dirigée par Li Rusong et de Song Yingchang. Ils avaient sous leurs ordres plus de cent mille hommes :
- Quarante-deux mille provenant des cinq districts militaires du nord ;
- Trois mille soldats équipés d'armes à feu, venant du sud de la Chine ;
- D'autres contingents du Siam et des îles Ryū-Kyū.

En février, cette armée, jointe aux troupes coréennes, attaque Pyongyang et repousse les Japonais à hauteur de Séoul. Les négociations reprennent, et le Japon ne conserve que quelques fortifications dans le sud de la péninsule, autour de Pusan.

## La trêve
La trêve dure près de trois ans, permettant à des soldats japonais de s'installer en Corée et d'y épouser des Coréennes. La Chine maintient près de seize mille hommes en Corée. Les échanges d'ambassades entre la Chine et le Japon se heurtent à un malentendu, chacun des partis estimant avoir gagné la guerre : les Chinois offrent à Hideyoshi d'être reconnu Roi du Japon et d'intégrer le système du sinocentrisme, avec un statut de vassal tributaire de la Chine. Hideyoshi exige quant à lui le mariage avec une fille de l'empereur Wanli, quatre provinces du sud de la Corée, un prince coréen en otage.
Le délégué japonais «Konishi Yukinaga» et le délégué chinois Shen Weijng « 沈惟敬 » savent tous déjà bien que les demandes de Hideyoshi ne seront pas acceptées par la Chine, ils manœuvrent donc le traité de paix comme la capitulation du Japon pour terminer la guerre le plus tôt possible. Cette fausse capitulation, disant que Hideyoshi veut seulement le statut de vassal tributaire de la Chine en tant que roi du Japon, est envoyée à la Chine. Mais quand l'ambassadeur chinois rend visite à Hideyoshi pour lui conférer le titre de roi du Japon, Hideyoshi réalise enfin que le traité de paix est manœuvré contrairement à sa volonté. Toute négociation est désormais annulée. Pour Hideyoshi, il n'est pas possible d'arrêter la guerre après avoir perdu beaucoup de soldats et ressources en Corée. Il relance donc la guerre sous prétexte qu'un prince coréen n'est pas arrivé au Japon en tant qu'otage.
Durant la négociation entre la Chine et le Japon, Yi Sun-sin, après avoir géré l'île de Han-san, en y maintenant une importante population, tombe en disgrâce et est rétrogradé au rang de simple soldat.
À l'automne 1596, seule une faible garnison japonaise reste à Pusan.

## Deuxième invasion japonaise
En juin 1597, les Japonais débarquent à nouveau. Une flotte de deux cents navires débarque plus de cent quarante mille hommes. La Chine nomme Yan Hao général en chef, qui rassemble trente-huit mille hommes de plusieurs provinces de l'empire, appuyés par une flotte de vingt et un mille hommes. Cette armée atteint soixante-quinze mille hommes au plus au cours de la campagne.
Bien que les Japonais rencontrent immédiatement une forte résistance, ils arrivent à Séoul en août 1597. Ils font la conquête d'Han-san et détruisent presque en totalité la flotte coréenne. Cependant, une manœuvre sino-coréenne terrestre tourne l'armée japonaise pendant l'hiver, forçant les Japonais à la retraite. Yi Sun-sin, emprisonné et démis de ses fonctions après son refus d'attaquer la flotte japonaise à Chilchonryang, est rappelé et a de nouveau une influence décisive sur l'issue de la guerre. Il remporte la bataille de Myong-Yang le 16 septembre 1597 face à une flotte japonaise composée de trois-cent trente-trois navires dont cent trente-trois navires de guerre.

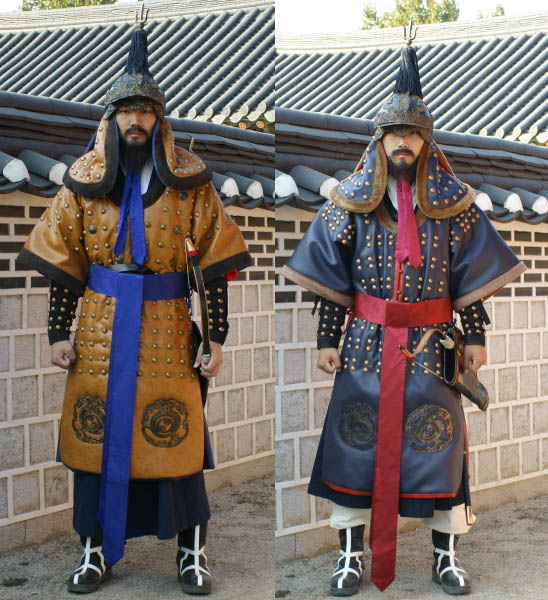
Tenue des archers de la dynastie Choson

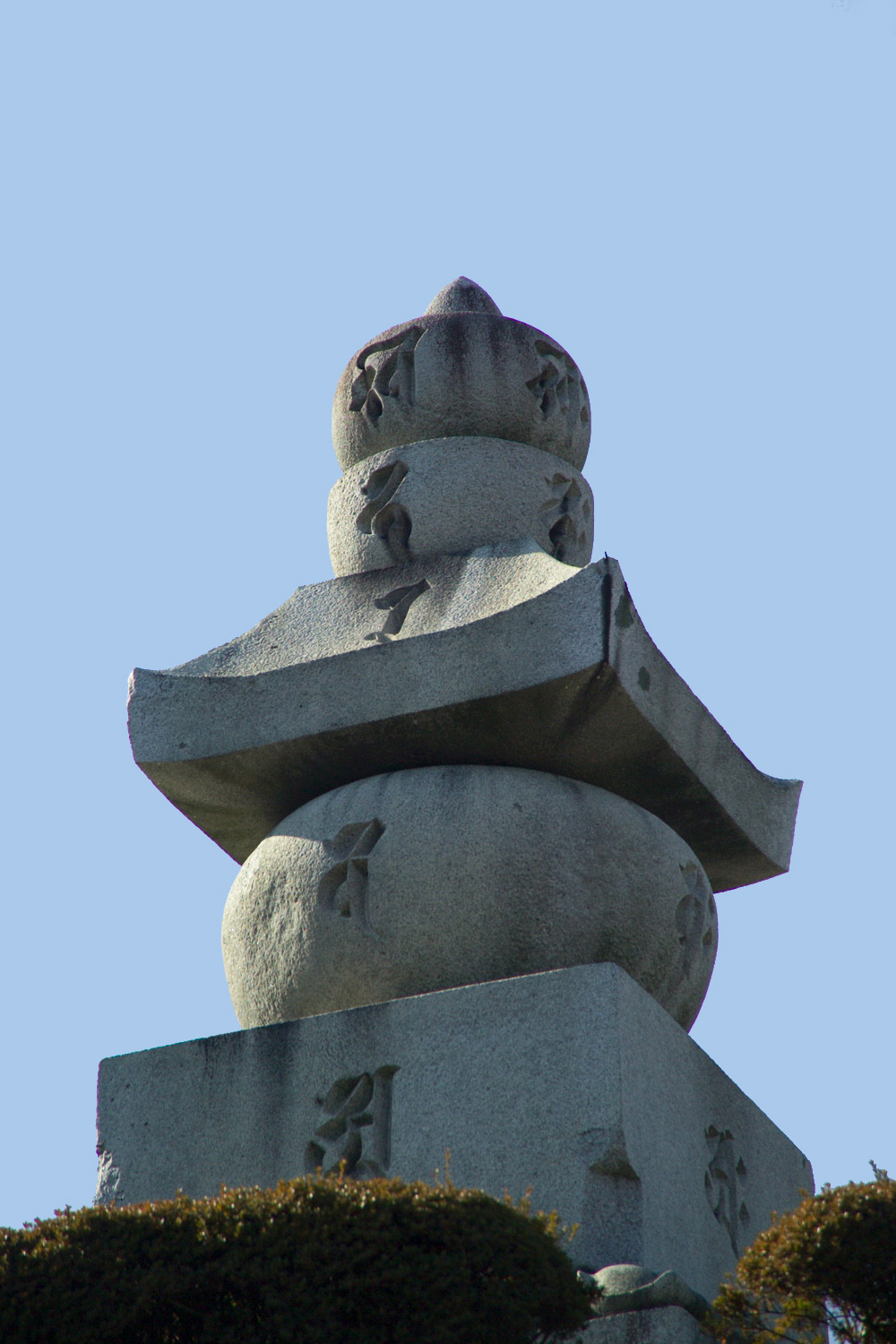
Gorintō au sommet du Mimizuka, un monument de Kyoto contenant le nez et les oreilles de 38000 Coréens tués lors de cette guerre.

Malgré de durs combats, les Japonais se maintiennent dans le sud de la péninsule, et repoussent même les Chinois à Sunchon et Sachon. L'invasion n'est abandonnée que lorsque Hideyoshi meurt, le 18 septembre 1598.
Le 19 novembre, Yi Sun-sin remporte une dernière victoire à No Ryang, où il trouve la mort, sur la flotte japonaise qui évacuait les troupes terrestres. Le Japon se retire, l'amiral Shimazu Yoshihiro ne ramenant que cinquante navires sur les deux cent cinquante qu'il avait conduits à la bataille.

## Conséquences
La guerre d'Imjin laissa de larges et profondes cicatrices en Corée. Les campagnes étaient dévastées, les canaux d'irrigation détruits, de nombreux villages et villes incendiés. De plus, des dizaines de milliers des meilleurs artisans (potiers spécialistes des grès buncheong, papetiers, etc.) ont été soit tués, soit emmenés en esclavage au Japon. Rien qu'en 1598, les Japonais ramenèrent trente-huit mille oreilles en trophée. La capacité de production des campagnes passa de 1 708 000 kyols (unités de taxe pour les surfaces cultivables imposables) avant-guerre, à 541 000 après. Les troupes chinoises se livrèrent également au pillage, et durent être entretenues par les Coréens.

## Filmographie
- Immortal Admiral Yi Sun-sin (불멸의 이순신, 2004), série télévisée sud-coréenne créée par Han Jun-seo et Lee Seong-ju ;
- The Admiral: Roaring Currents (명량: 회오리바다, 2014), film sud-coréen de Kim Han-min ;
- Hansan : La Bataille du dragon (한산, 2022), film sud-coréen de Kim Han-min ;
- Noryang (노량: 죽음의 바다, 2023), film sud-coréen de Kim Han-min ;

Prochainement
- War and Revolt (전,란, 2024), film sud-coréen de Kim Sang-man.